# پتنیتسا (شاونیک)
پتنیتسا (به لاتین: Petnjica) یک منطقهٔ مسکونی در مونته‌نگرو است که در شهرداری شاونیک واقع شده‌است. پتنیتسا ۲۶ نفر جمعیت دارد.